# Planten un Blomen
Planten un Blomen és un parc de 47 hectàrees del centre d'Hamburg. El nom, en baix alemany, significa «plantes i flors».
La primera planta del parc, plantada el novembre de 1821 per Johann Georg Christian Lehmann, era del gènere Platanus, la qual encara es pot veure al costat de l'entrada de l'estació d'Hamburg Dammtor.
El parc és conegut pels concerts, les obres de teatre i les actuacions musicals a l'aire lliure que hi tenen lloc. A més dels jardins, hi ha una àmplia zona de jocs al sud del parc, cosa que fa del parc un lloc molt popular de la ciutat. Conté l'antic jardí botànic d'Hamburg.
Forma part d'un cinturó verd en forma d'arc al costat de les estructures terraplenades al voltant del centre de la ciutat d'Hamburg i segueix els desnivells del terraplè existent al segle xix.

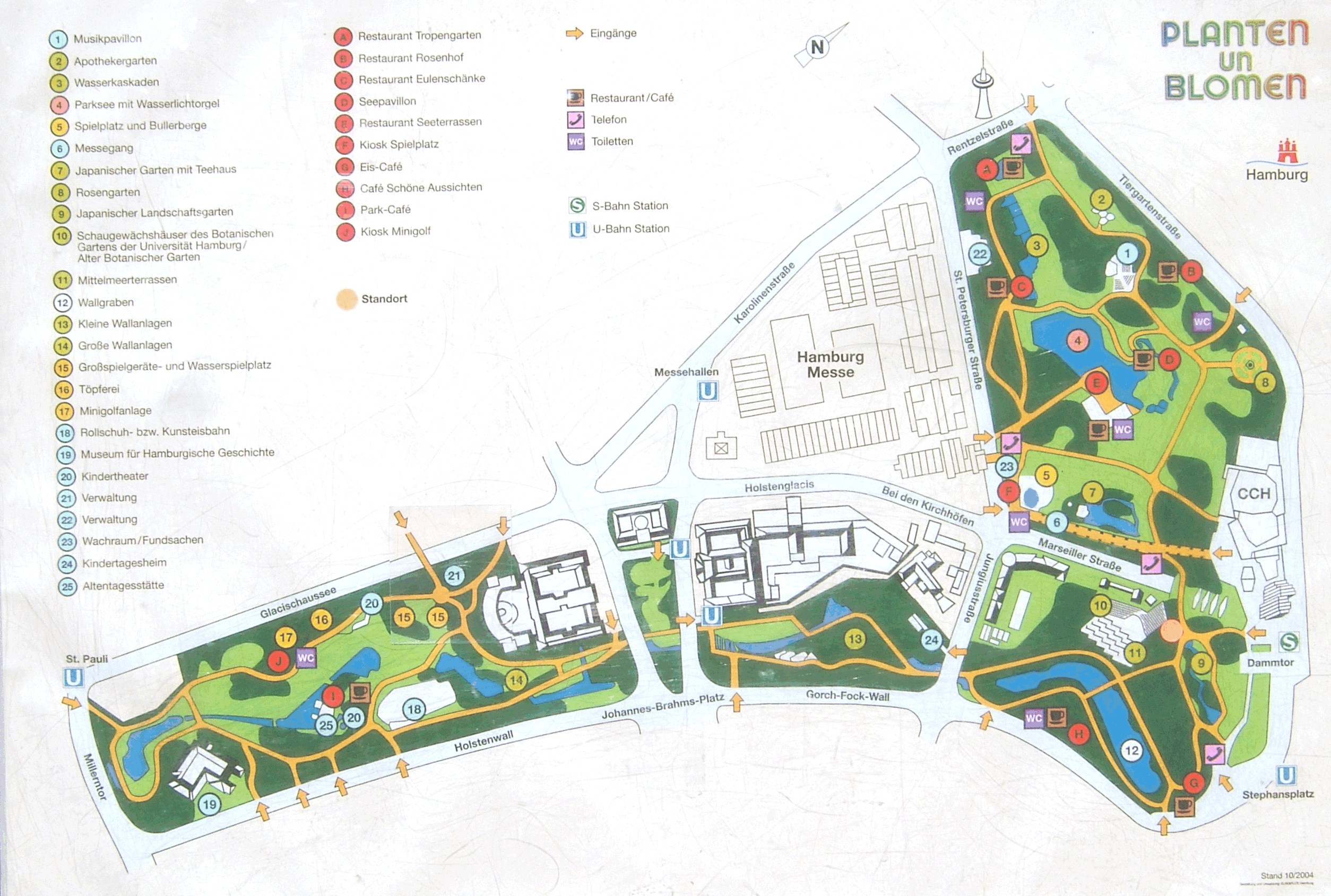
Mapa del parc (2004)